# Obrót (ekonomia)
Obrót – w ujęciu ekonomicznym jest terminem wieloznacznym:
- obrót pieniężny – przychody i rozchody środków pieniężnych – w formie gotówkowej (przyjmowanie i wypłacanie pieniędzy z kasy) i bezgotówkowej (regulowanie rozrachunków za pośrednictwem banku);
- obrót towarowy (w ujęciu krajowym) – przepływ towarów przez wszystkie ogniwa ścieżki ekonomicznej (od produkcji po konsumpcję) i wszystkie kanały dystrybucji;
- obrót towarowy (w ujęciu handlu zagranicznego) – część bilansu obrotów bieżących (składowa bilansu płatniczego) obejmująca saldo eksportu i importu towarów;
- obrót giełdowy – obrót papierami wartościowymi lub innymi instrumentami finansowymi dokonywany na rynku regulowanym;
- obrót pozagiełdowy – obrót papierami wartościowymi lub innymi instrumentami finansowymi dokonywany poza  rynkiem regulowanym.